# Stånggrund, Närpes och Kristinestad
Stånggrund är en ö i Finland. Den ligger i Bottenhavet och i kommunerna Närpes och Kristinestad i landskapet Österbotten, i den västra delen av landet. Ön ligger omkring 90 kilometer söder om Vasa och omkring 300 kilometer nordväst om Helsingfors.
Öns area är 1,7 hektar och dess största längd är 210 meter i nord-sydlig riktning.